# Thénouville
Thénouville es una comuna nueva francesa situada en el departamento de Eure, de la región de Normandía.

## Historia
Fue creada el 1 de enero de 2018, en aplicación de una resolución del prefecto de Eure de 21 de septiembre de 2017 con la unión de las comunas de Thénouville (Bosc-Renoult-en-Roumois, Theillement)) y Touville, pasando a estar el ayuntamiento en la antigua comuna de Bosc-Renoult-en-Roumois.

## Demografía
| Gráfica de evolución demográfica de Thénouville entre 1800 y 2015 |
|                                                                   |

Los datos entre 1800 y 2015 son el resultado de sumar los parciales de las tres comunas que forman la nueva comuna de Thénouville, cuyos datos se han cogido de 1800 a 1999, de las comunas de Bosc-Renoult-en-Roumois, Touville y Theillement de la página francesa EHESS/Cassini. Los demás datos se han cogido de la página del INSEE.

## Composición
| Comuna delegada         | Código INSEE | Población (2015) | Superficie (km²) | Densidad (hab./km²) |
| ----------------------- | ------------ | ---------------- | ---------------- | ------------------- |
| Bosc-Renoult-en-Roumois | 27089        | 420              | 2.56             | 164                 |
| Theillement             | 27626        | 415              | 7.14             | 58                  |
| Touville                | 27657        | 169              | 3.49             | 48                  |